# Padcaya
Padcaya ist eine Ortschaft im Departamento Tarija im südamerikanischen Anden-Staat Bolivien.

## Lage im Nahraum
Padcaya ist der zentrale Ort des Municipios Padcaya und Hauptstadt der Provinz Aniceto Arce. Die Ortschaft liegt auf einer Höhe von 1998 m am Oberlauf des Río Orosas. Nach Nordwesten zum Tal des Río Camacho hin wird der Ort durch einen 20 Kilometer langen Höhenrücken begrenzt, der im Cerro Huancani mit 2960 m seine höchste Erhebung hat.

## Geographie
Padcaya liegt im südlichen Bolivien an den Ostabhängen der östlichen Anden-Gebirgskette im Übergang zum bolivianischen Tiefland.
Die mittlere Durchschnittstemperatur der Region liegt bei 13,5 °C (siehe Klimadiagramm Padcaya), die monatlichen Durchschnittstemperaturen schwanken zwischen 9 °C im Juni und Juli und 17 °C im Dezember und Januar. Der Jahresniederschlag beträgt 630 mm, bei einer ausgeprägten Trockenzeit von Mai bis September mit Monatsniederschlägen unter 10 mm, und einer Feuchtezeit von Dezember bis Februar mit Monatsniederschlägen deutlich über 100 mm.

## Bevölkerung
Die Einwohnerzahl des Ortes ist in den vergangenen beiden Jahrzehnten auf fast das Dreifache angestiegen:
| Jahr | Einwohner | Quelle       |
| ---- | --------- | ------------ |
| 1992 | 636       | Volkszählung |
| 2001 | 1133      | Volkszählung |
| 2012 | 1437      | Volkszählung |
| 2024 |           | Volkszählung |

## Verkehrsnetz
Padcaya liegt in südlicher Richtung 51 Straßenkilometer entfernt von Tarija, der Hauptstadt des gleichnamigen Departamentos.
Durch Padcaya führt die Nationalstraße Ruta 1, die vom Titicacasee im Norden über die Großstädte Oruro und Potosí bis nach Bermejo an der argentinischen Grenze im Süden führt und eine Länge von 1215 Kilometer hat. Die Grenzstadt Bermejo liegt 159 Kilometer südöstlich von Padcaya.

## Stadtbild
Padcaya zeichnet sich durch eine gemischte Architektur aus, die auch Elemente aus der Kolonialzeit aufweist. Bemerkenswert sind die Überreste eines alten, im Bezirk des Stadtrats stehenden Gebäudekomplexes im nordwestlichen Teil der Stadt. In ihm finden sich Höhlen mit Felsmalereien, die archäologisch interessant sind und auf antike Zivilisationen hindeuten.

## Söhne und Töchter der Stadt
- Mario Lezana Vaca (1922–2006), römisch-katholischer Geistlicher, Militärbischof von Bolivien